# La Vapeur
La Vapeur est une salle de concert française située à Dijon dans le département de la Côte-d'Or en région Bourgogne-Franche-Comté.

## Description
Établissement public de la ville de Dijon, La Vapeur est un équipement entièrement consacré aux musiques actuelles. Créée en 1995, la structure exploite deux salles de concerts et sept studios de répétitions.
La Vapeur œuvre toute l'année selon trois grands axes d'intervention : la diffusion de concerts, produits directement par La Vapeur ou par des associations locales ; la médiation culturelle, c'est-à-dire la relation aux publics et la mise en place d'actions culturelles, favorisant le croisement des générations et le rapprochement de la création et des artistes avec la population ; l'action artistique qui regroupe toutes les interventions aux côtés des musiciens, l'objectif étant de faciliter l’accès à la pratique musicale et de proposer à toutes les catégories de musiciens, du débutant au professionnel, un mode d’accompagnement adapté à La Vapeur[pas clair].
La Vapeur est membre fondateur et coproducteur du festival GéNéRiQ, organisé conjointement par six structures du Grand Est : le Noumatrouff à Mulhouse, le Moloco en Pays de Montbéliard, la Poudrière à Belfort, la Rodia à Besançon, la Vapeur à Dijon et les Eurockéennes de Belfort, GéNéRiQ est une aventure collective qui réinvente la relation entre artistes et public en investissant musicalement les lieux de la vie quotidienne autour d'une programmation éclectique.

## Histoire

### Création
En 1993, une série de rencontres entre associations culturelles et musiciens vise à mettre sur pied une structure destinée à la création artistique équipée de salles de concert, de répétition et destinée à devenir un lieu de rencontre pour la scène musicale dijonnaise. La création de Hiero, la fédération des artistes et associations rock  en juin va accélérer le processus et faire office de groupe de pression, éditant des tracts en faveur de la création d'un lieu destiné à la création musicale. Après de longs mois de négociations, la municipalité accorde finalement l'ouverture d'une salle dans un bâtiment désaffecté de l'avenue de Stalingrad. 
La Vapeur ouvre finalement le 3 avril 1995, cogérée par la Hiero et la Ville de Dijon. Après quelques mois de pilotage associatif, la Ville de Dijon reprend en charge la gestion de la structure en régie directe. La fédération se dissout et la programmation est assurée par des acteurs associatifs locaux.

### Indépendance
En 2002, La Vapeur devient un acteur culturel à part entière et assume désormais sa propre programmation, partagée pour moitié avec les associations locales. Les postes de programmateur, de régisseur général et de chargé de communication sont créés.
À partir de 2004, La Vapeur opère sa mue et recrute un nouveau directeur afin d'envisager un autre mode de gestion pour la structure. En 2005, le nouveau projet artistique et culturel est lancé, le Café Culturel de La Vapeur ouvre et en 2006 La Vapeur change de mode de gestion et devient un Établissement Public Local (EPL) largement soutenu et financé par la ville de Dijon. Le Conseil général de la Côte-d'Or, la DRAC de Bourgogne, la SACEM et le CNV soutiennent désormais le lieu. La Vapeur adhère au réseau national Fédélima (ex. Fedurok). La première édition du Festival GéNéRiQ a lieu au cours de cette programmation en 2007.

### Extension et modernisation
En 2011, le renouvellement de la direction coïncide avec la redéfinition du projet artistique et culturel. Les concertations entre les élus et les usagers du lieu aboutissent en 2012 à un nouveau projet orienté autour de 3 grands axes d'intervention : la diffusion, la médiation culturelle et l'action artistique. La salle est alors labellisée SMAC (Scène de musiques actuelles) par le Ministère de la culture. 
En parallèle de la redéfinition du projet, un assistant à maîtrise d'ouvrage est recruté pour réaliser une étude de préfiguration d'un nouvel équipement. En avril 2014, un concours est lancé pour la rénovation de l'établissement. Les travaux de rénovation et d'extension sont lancés en août 2016 et la nouvelle Vapeur ouvre le 7 février 2018.

## Programmation
Pop : Les Négresses Vertes, Stromae, Christine and The Queens, Cock Robin....
Rock: Radiohead, Muse, Skid Row, Fish, Eagle-Eye Cherry, Lloyd Cole, , Nada Surf, Arno...
Électro: Vitalic...